# Państwowy Uniwersytet Medyczny w Tbilisi
Państwowy Uniwersytet Medyczny w Tbilisi (gruz. თბილისის სახელმწიფო სამედიცინო უნივერსიტეტი) – gruzińska uczelnia medyczna.
Poprzednikiem uczelni był Wydział Medyczny utworzony w 1918 roku na Tbiliskim Uniwersytecie Państwowym. 10 czerwca 1930 roku na jego bazie utworzono Tbiliski Państwowy Instytut Medyczny. Nowo utworzony instytut składał się z trzech wydziałów: Prewencji Medycznej, Prewencji Sanitarnej i Farmakochemii. W późniejszym czasie powstawały kolejne wydziały: Pediatrii (w 1931 roku), Stomatologii (w 1936 roku), Medycyny Wojskowej (w 1993 roku), Biologii Medycznej (1994), Medycyny Psychosomatycznej i Psychoterapii (1996). 24 listopada 1992 instytut został przekształcony w Tbiliski Państwowy Uniwersytet Medyczny
W skład uczelni wchodzą następujące wydziały:
- Wydział Medycyny
- Wydział Farmacji
- Wydział Stomatologii
- Wydział Rehabilitacji Medycznej
- Wydział Zdrowia Publicznego
- Centrum Anatomii Klinicznej i Doskonalenia
- Centrum Medycyny Rodzinnej
- Centrum Radiologii Interwencyjnej
- Centrum Nauczania Języków
- Centrum Rozwoju Strategicznego i Badań w Edukacji Medycznej
- Szkoła Pielęgniarstwa